# Rossie
Rossie és una població dels Estats Units a l'estat d'Iowa. Segons el cens del 2000 tenia 58 habitants.

## Demografia
Segons el cens del 2000, Rossie tenia 58 habitants, 22 habitatges, i 15 famílies. La densitat de població era de 149,3 habitants/km².
Dels 22 habitatges en un 31,8% hi vivien nens de menys de 18 anys, en un 63,6% hi vivien parelles casades, en un 0% dones solteres, i en un 27,3% no eren unitats familiars. En el 22,7% dels habitatges hi vivien persones soles el 9,1% de les quals corresponia a persones de 65 anys o més que vivien soles. El nombre mitjà de persones vivint en cada habitatge era de 2,64 i el nombre mitjà de persones que vivien en cada família era de 2,94.
Per edats la població es repartia de la següent manera: un 29,3% tenia menys de 18 anys, un 3,4% entre 18 i 24, un 36,2% entre 25 i 44, un 27,6% de 45 a 60 i un 3,4% 65 anys o més.
L'edat mediana era de 31 anys. Per cada 100 dones de 18 o més anys hi havia 105 homes.
La renda mediana per habitatge era de 30.833 $ i la renda mediana per família de 41.250 $. Els homes tenien una renda mediana de 29.219 $ mentre que les dones 11.875 $. La renda per capita de la població era de 13.266 $. Entorn de l'11,1% de les famílies i el 9,5% de la població estaven per davall del llindar de pobresa.

## Poblacions més properes
El següent diagrama mostra les poblacions més properes.